# Armada Halley
Chama-se Armada Halley um grupo de cinco sondas espaciais que foram enviadas para analisar o Cometa Halley durante o ano de 1986 quando o cometa fazia sua jornada pelo interior do nosso Sistema Solar. Esta "armada" era constituída de uma sonda originaria da Agência Espacial Europeia - ESA, duas sondas que foram um projeto entre a União Soviética e a França, duas sondas do Japão da agora denominada Agência Japonesa de Exploração Aeroespacial - JAXA.

## A armada
As sondas espaciais envolvidas nesta armada eram, em sua ordem de aproximação:
- Sonda Giotto (596 km), a primeira sonda a enviar imagens coloridas de perto do núcleo do cometa. (ESA)
- Sonda Vega 2 (8.030 km), a sonda tinha antes lançado um aterrizador em Vênus, depois se dirigiu ao cometa Halley. (USSR/França Intercosmos)
- Sonda Vega 1 (8.889 km), a sonda tinha antes lançado um aterrizador em Vênus, depois se dirigiu ao cometa Halley. (USSR/França Intercosmos)
- Sonda Suisei (151.000 km), também conhecida como PLANET-A. (JAXA)
- Sonda Sakigake (6,99 milhões de km), foi a primeira sonda do Japão a deixar as proximidades da Terra e principalmente foi um teste em tecnologia para missões interplanetárias. (JAXA)

- A sonda GiottoA sonda Giotto
- As sondas Vega 1 e 2
- A sonda Suisei
- A sonda Sakigake

## Sondas relacionadas
Outras sondas que usaram seus instrumentos para analisar o Cometa Halley:
- Pioneer 7, lançada em 17 de agosto de 1966 em órbita solar para estudar os campos magnéticos e ventos solares, além de raios cósmicos em pontos muito distantes em sua órbita. Em 20 de março de 1986, ela passou a 12,3 milhões de km do Cometa Halley e usou seus instrumentos para monitorar a interação entre a cauda de hidrogênio  do cometa e os ventos solares.[1]
- Pioneer Venus 1, em órbita de Vênus, estava perfeitamente posicionado para fazer medições do Cometa Halley durante o seu periélio em 9 de fevereiro de 1986. O seu espectrômetro-UV observou a perda de água quando a observação do cometa era muito difícil da Terra.[2]
- Sonda International Cometary Explorer - ICE, Originalmente denominada de ISEE-3, foi rebatizada para ICE, com o estabelecimento desta nova missão exploradora.- (NASA).[1]